# 프랑스 전역 (1814년)
프랑스 전역(프랑스어: Campagne de France (1814))은 제6차 대프랑스 동맹이 프랑스 제국을 상대로 벌인 전쟁의 마지막 단계로, 1813년 말부터 1814년 4월까지 진행되었다. 이 기간 동안 나폴레옹 1세는 동맹군의 프랑스 침공을 저지하고 자신의 황위를 지키기 위해 고군분투했다. 동맹군은 병력 면에서 압도적인 우세를 점하고 있었고, 이에 맞서는 프랑스군은 대부분이 젊은 신병들로 구성돼 있었다. 숙련된 노련병들은 1812년 러시아 원정과 1813년 독일 전역에서 대부분 전사했기 때문이다. 나폴레옹은 여러 전투에서 승리를 거두었지만, 북부와 동부 국경으로부터 진격해오는 주요 동맹군을 막지는 못했다. 동시에 프랑스 남서부와 론 계곡 쪽에서도 동맹군이 진격해오고 있었다. 결국 프로이센과 러시아 병력이 파리에 입성한 후, 나폴레옹은 1814년 4월 6일에 퇴위를 선언하고 엘바섬으로 유배를 떠나게 된다.